# クリスチャン・マクブライド
クリスチャン・マクブライド（Christian McBride, 1972年5月31日 - ）は、アメリカのジャズミュージシャン、ベーシスト、作曲家。

## 経歴
ジャズやヒップホップなどジャンルやスタイルを問わず数多くのミュージシャンと共演しており、サイドマンとして参加したアルバムは300枚以上にのぼる。
2023年までにグラミー賞を8度受賞している。
ジェームス・ブラウンマニアとしても有名であり、JBのアルバム再販の際には、クリスチャン所有のレコードジャケットをレコード会社の人間が借りに来るほどだという。

### 共演したミュージシャン
- レイ・ブラウン
- スティーヴ・ガッド
- ダイアナ・クラール
- エディ・パルミエリ
- ブライアン・ブレイド
- ロバート・グラスパー
- ブルース・ホーンズビー
- アナ・マリア・ヨペック
- ダグラス・パーヴァイアンス
- チック・コリア
- パット・メセニー
- ジョン・スコフィールド
- ジョージ・デューク
- スティング
- 小曽根真
- ブラッド・メルドー
- ジョシュア・レッドマン

## ディスコグラフィ
- 『ファースト・ベース』 - Gettin' To It（1994年録音）(Verve) 1995年
- 『ナンバー2エクスプレス』 - Nombur Two Expless（1995年11月録音）(Verve) 1996年
- 『ファミリー・アフェア』 - A Family Affair（1998年11月録音）(Verve) 1998年
- 『サイ・ファイ』 - SciFi (Verve) 2000年
- The Philadelphia Experiment（2000年9月録音）(Ropeadope) 2000年
- 『ヴァーティカル・ヴィジョン 』 - Vertical Vision（2002年6月録音）(Warner Bros.) 2003年
- 『ライヴ・アット・トニック』 - Live at Tonic（2005年1月録音）(Ropeadope) 2005年（ライヴ）
- 『カインド・オブ・ブラウン』 - Kind of Brown (Mack Avenue) 2009年
- 『ザ・グッド・フィーリング』 - The Good Feeling (Mack Avenue) 2011年（第54回グラミー賞（最優秀ラージ・ジャズ・アンサンブル・アルバム））
- 『カンヴァセーション・ウィズ・クリスチャン』 - Conversations with Christian (Mack Avenue) 2011年
- 『ピープル・ミュージック』 - People Music (Mack Avenue) 2013年
- 『アウト・ヒア 』 - Out Here (Mack Avenue) 2013年
- 『ライヴ・アット・ザ・ヴィレッジ・ヴァンガード』 - Live at the Village Vanguard（2014年12月録音）(Mack Avenue) 2015年（ライヴ）（収録曲 "Cherokee" が第58回グラミー賞（最優秀インプロヴァイズド・ジャズ・ソロ））
- 『ブリンギン・イット』 - Bringin' It (Mack Avenue) 2017年（第60回グラミー賞（最優秀ラージ・ジャズ・アンサンブル・アルバム））
- 『クリスチャン・マクブライド・ニュー・ジョーン』 - Christian McBride's New Jawn（2017年5月録音）(Mack Avenue) 2018年